# Paleacrita speciosa
Paleacrita speciosa är en fjärilsart som beskrevs av George Duryea Hulst 1898. Paleacrita speciosa ingår i släktet Paleacrita och familjen mätare. Inga underarter finns listade i Catalogue of Life.